# 6in4
6in4 es un sistema de túneles que trabaja como sistema de transición a IPv6 desde IPv4.

## Funcionamiento
6in4 es un mecanismo de transición de protocolo ipv4 a ipv6, el cual funciona utilizando un túnel que encapsula los paquetes de ipv6 en ipv4 tal como se define en el RFC 4213. Todos los paquetes de ipv6 se envían a través de internet ipv4 (dentro de paquetes ipv4) los cuales posee como encabezado del número de protocolo el 41, número creado exclusivamente para el encapsulado de ipv6, tras esta cabecera sigue el resto del paquete en ipv6. Esto significa que la sobrecarga de encapsulación es simplemente el tamaño de la cabecera IPv4 de 20 bytes. Con una interfaz de unidad de transmisión máxima (MTU) de 1500 bytes, sin embargo,puede enviar paquetes IPv6 de 1480 bytes sin fragmentación. A 6in4 también se le llama a veces protocolo-41. Existen métodos de configuración automática pero normalmente se hace de forma manual.

## Normas
Los normas RFC creadas para la transición a IPv6 están especificadas en RFC 4213 (en inglés) — "Mecanismos básicos de transición para anfitriones y enrutadores IPv6" la cual actualiza y sustituye a las normas RFC 2893 (en inglés) y RFC 1933 (en inglés).

## Uso de NAT
Cuando el final de un túnel 6in4 está detrás de un NAT, se puede todavía en algunos casos hacer uso de la función DMZ de un enrutador NAT. El enrutador NAT enviará todas las llamadas entrantes del tipo protocolo 41 al host configurado a través del túnel. Algunos dispositivos NAT incluso permiten las operaciones transparentes de 6in4.